# Провансальская славка
Прованса́льская сла́вка (лат. Curruca undata) — певчая птица семейства славковых (Sylviidae). Выделяют три подвида.

## Описание
Провансальская славка длиной примерно от 10 до 15 см. Оперение верха и головы у самцов окрашено в серый цвет, в то время как низ имеет скорее красноватый оттенок. Красная окраска зоба с белыми пестринами. Окраска самки не такая броская и варьирует, особенно на зобе. Низ буровато-серого цвета. Пение — быстрая трель.

## Питание
Провансальская славка питается насекомыми и ягодами.

## Распространение
Ареал простирается через более тёплые части юго-западной Европы до северо-запада Африки. Часто селится в прибрежной пустоши. Ареал гнездования простирается от юга Англии вплоть до юга Италии. Как правило, это оседлые птицы, однако наблюдались небольшие перелёты.

## Размножение

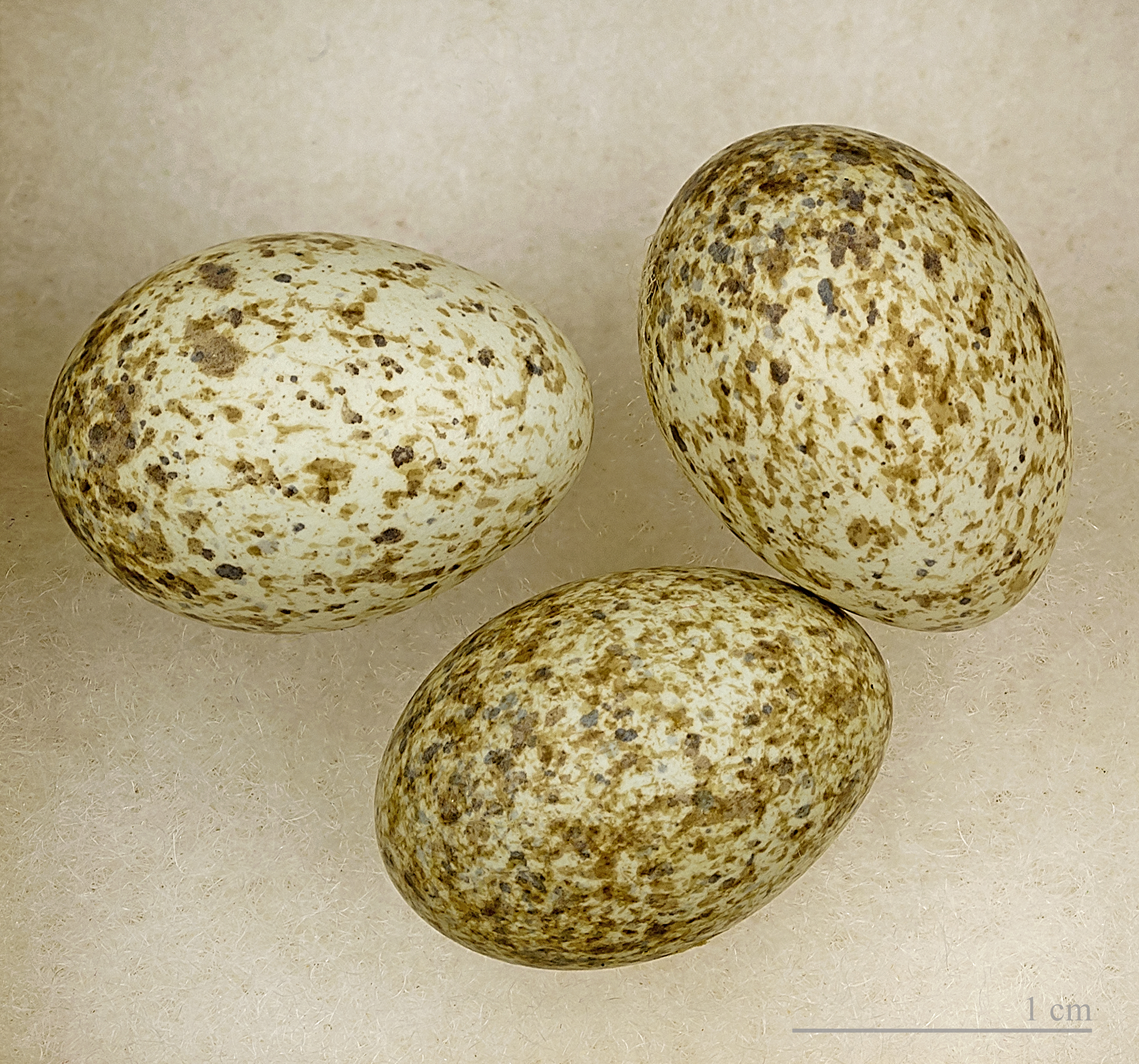
Sylvia undata

Провансальская славка строит гнёзда в низких кустах, охотно в кустах дрока. Кладка состоит из 3—6 яиц.